# Fuldamobil NWF 200
Der  NWF 200  ist das einzige Automodell des  Nordwestdeutschen Fahrzeugbaus aus Wilhelmshaven und wurde unter der Marke Fuldamobil angeboten.

## Karosserie
Das Fahrzeug war eine Lizenzfertigung des Fuldamobil S-1.
Die geschlossene zweitürige Karosserie bot Platz für 2 + 2 Personen. Die Türen waren wie bei allen Modellen des Fuldamobils an der B-Säule angeschlagen. Am Heck des Fahrzeugs befand sich eine Heckklappe, die das kleine Rückfenster beinhaltete, und den Zugang zum Gepäckraum oberhalb des Hinterrades und des Motors ermöglichte. Die Karosserieteile lieferten die Vereinigten Deutschen Metallwerke aus Werdohl.

## Antrieb
Der luft- bzw. gebläsegekühlte Einzylinder-Zweitaktmotor von ILO hatte 197 cm³ Hubraum und leistete 9,5 PS. Er war vor dem einzelnen Hinterrad montiert und trieb das Hinterrad über eine Kette an. Die Höchstgeschwindigkeit betrug 80 km/h.

## Neupreis und Stückzahl
Der Neupreis betrug 2780 DM. Es entstanden zwischen März 1954 und August 1955 701 Fahrzeuge. Laut einer anderen Quelle wurden 1954 in Deutschland 673 Fahrzeuge zugelassen und 1955 weitere 701 Fahrzeuge produziert.